# Gangāpur, Maharashtra
Gangāpur är en ort i Indien.   Den ligger i distriktet Aurangabad och delstaten Maharashtra, i den centrala delen av landet, 1 000 km söder om huvudstaden New Delhi. Gangāpur ligger 483 meter över havet och antalet invånare är 24 118.
Terrängen runt Gangāpur är platt. Runt Gangāpur är det ganska tätbefolkat, med 230 invånare per kvadratkilometer. Det finns inga andra samhällen i närheten. Trakten runt Gangāpur består till största delen av jordbruksmark.